# Escut d'armes

Escut d'armes de Portugal.

Un escut d'armes, escut heràldic, armories o, simplement, escut, és una representació simbòlica de persones o entitats que es deriva de la pràctica medieval de pintar dissenys sobre l'escut i sobre les robes dels cavallers per permetre la identificació en la batalla i més tard en les justes i els tornejos. Han passat d'identificar llinatges o famílies determinades a ser utilitzats també com a símbol de municipis, regions, estats o determinades corporacions i organitzacions.
L'escut és una superfície delimitada entre línies, anomenada camper, que pot tenir diverses formes (triangular, quadrilong, caironat, en losange, rodó, ovalat, etc.), dins el qual es representen els diversos elements o càrregues. Les diferents coloracions que pot tenir l'escut s'anomenen esmalts.
Els escuts d'Europa, i dels països que en segueixen la tradició, estan dissenyats seguint les normes de l'heràldica. Els escuts tradicionals d'altres parts del món segueixen normes diferents; per exemple, els japonesos, anomenats kamon (sovint abreujat "mon"), són blasons familiars que acostumen a datar-se al voltant del segle vii i avui en dia encara es fan servir al Japó.
Pel que fa a Catalunya, els escuts dels ens públics estan regulats per la llei 8/1987, del 15 d'abril del 1987, que ha estat modificada el 26 de juny del 2007 amb l'aprovació d'una nova llei (la 139/2007), on s'ampliava, es complementava i es corregien aspectes de l'anterior, tot i que la línia de fons que marca per als símbols dels ens locals és la mateixa del 1987.
Ja a la Bíblia es fa referència als símbols que representen a cada tribu d'Israel.

## Formes dels escuts
- Escut triangular curvilini. Els primers escuts tenien forma d'ametlla (amigdaliformes) i de cor (cordiformes). En aquests darrers, la vora superior va perdere la convexitat fins a tornar-se recta i els costats van acabar sent lleugerament convexos, fins a prendre la forma semblant a un triangle equilàter o isòsceles.
  - Escut suís. Triangular curvilini amb la boca superior biconcavada, típic de la Confederació Helvètica.
- Escut quadrilong ogival o apuntat. La forma clàssica de l'escut d'armes a partir del final del segle xiii. És una variant de l'anterior, amb forma de rectangle més alt que ample i les vores rectes per dalt i corbades cap a la punta per baix. Fou el més usual fins al començament del segle xvi i el més habitual als territoris de la Corona d'Aragó.

Escut caironat, la forma que prenen els escuts municipals oficialitzats per la Generalitat de Catalunya a partir del 1981 (escut de Barcelona)

- - Escut ibèric. Quadrilong amb la punta arrodonit. Originari del regne de Castella, on va aparèixer al final del segle xii, es va estendre per la Península excepte la Corona d'Aragó, Occitània, el Delfinat i la Savoia, i cap al segle xv estava estès per tot Europa.
  - Escut francès. Quadrilong amb la punta aplanada i traçada en arc conopial. Va aparèixer al final del segle xv a França, on es va emprar àmpliament fins al començament del segle xx, i es va estendre per Anglaterra.
  - Escut anglès. Variant de l'anterior amb els extrems de la vora superior en punta triangular que surt cap enfora, utilitzada gairebé exclusivament a Anglaterra.
- Escut en losange o losanjat. Té forma de rombe i es troba als segells francesos des de mitjan segle xiii. Fins al segle xiv es fei servir principalment pels homes, però més endavant a Anglaterra es va començar a fer servir per representar les armories de les donzelles i vídues, ús que es va estendre pel continent.
- Escut caironat. De forma quadrada, es recolza sobre un dels angles. Se solia fer servir a l'edat mitjana a la Corona d'Aragó en l'heràldica de viles i ciutats. Es va recomanar al congrés internacional heràldic de Roma del 1958 com el més adequat per representar-hi les armories cíviques i diferenciar-les així de les relacionades amb els llinatges. A instàncies d'Armand de Fluvià, conseller heràldic de la Generalitat de Catalunya, és la forma que adopten els escuts municipals catalans des del 1981.
- Escut rodó. D'origen militar, l'escut circular en heràldica només s'utilitza en contextos ornamentals. Actualment es fa servir principalment per als emblemes de les corporacions, especialment les professionals.
- Escut ovalat. L'escut de forma ovalada fou molt habitual a Itàlia al final del segle xv, quan va succeir els escuts amigdaliformes. Se'n va reprendre l'ús a partir dels segles XVII-XVIII, per representar les armories de les dones casades i els escuts eclesiàstics.
- Escut en bandera i quadrat. També d'origen militar, deriva dels senyals que duien els banderers, però sense l'asta. De forma rectangular ajaçada, va acabar transformant-se en un escut quadrat. L'usaven les dames als segles XIV-XV i s'ha utilitzat posteriorment de manera ornamental.
- Tarja, escut encartutxat i escuts de fantasia. La tarja és un escut amb una osca per passar-hi la llança, que es va posar de moda al començament del segle xiv; es va utilitzar en l'heràldica italiana i alemanya, modificat amb fins decoratius afegint-hi noves osques fins a resultar-ne un escut totalment retallat i de forma indefinida, inclòs dins un ornament a manera de marc esculpit amb volutes anomenat cartutx. Els escuts de fantasia, poc respectuosos amb la tradició heràldica, van estar en voga durant el Barroc.
  - Escut de cap de cavall. Amb la forma d'un cavall vist de cara, típic de l'heràldica medieval italiana.
  - Escut de pell de bou. Recorda la forma de la pell estesa d'aquest animal. Amb diverses variants, fou usat per la dinastia carlina i també a Alemanya i Polònia.

Galeria d'escuts classificats segons la forma
Escut triangular curvilini
Escut suís
Escut quadrilong ogival
Escut ibèric (Amsterdam)
Escut francès
Escut anglès
Escut en losange
Escut caironat (Palma)
Escut rodó
Escut ovalat (Elx)
Escut quadrat
Tarja
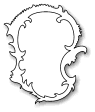
Escut encartutxat
Escut de cap de cavall (papes Mèdici)
Escut de pell de bou

## Divisions de l'escut

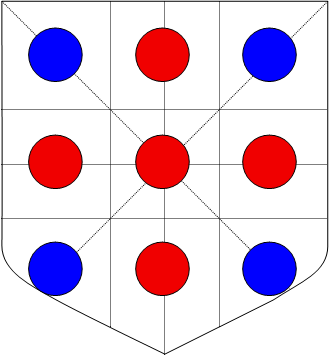

Tant se val la forma que presenti, l'interior de l'escut (el que anomenem el camper) es pot dividir mitjançant diverses línies i traços. La posició d'aquestes s'ha d'adequar a la forma del camper, de manera que les particions obtingudes quedin equilibrades.
- Particions, o divisions segons la direcció. Les quatre particions bàsiques (inicialment conegudes com els quatre cops guerrers) reben el nom dels cops d'espasa que feien els cavallers i que marcaven l'escut de l'oponent: partit (de dalt a baix), truncat (en horitzontal), tallat (en sentit descendent de destra a sinistra)[4] i trinxat (en sentit descendent de sinistra a destra). Si es fan servir soles, aquestes quatre particions divideixen el camper en dues parts iguals.
- Parts principals i punts de l'escut. El camper es pot dividir també mitjançant dues línies horitzontals i dues de verticals, que delimiten les cinc parts o regions principals de l'escut: el cap (part superior), el flanc destre (costat esquerre), el flanc sinistre (costat dret), la punta (part inferior), el centre (també anomenat cor o abisme). Les mateixes línies delimiten quatre cantons: el destre del cap, el destre de la punta, el sinistre del cap i el sinistre de la punta. Així doncs, entre les parts principals i els cantons l'escut queda dividit en nou punts. També hi trobem dos punts més, anomenats el llombrígol o punt de pretensió (situat al centre de la línia divisòria entre l'abisme i la punta) i el punt d'honor (al centre de la línia divisòria entre l'abisme i el cap). Aquestes línies, juntament amb les particions bàsiques, permeten dibuixar les peces del camper i situar-hi les figures.

Parts i punts de l'escut

## Armorials conservats

### Època medieval

#### Gran Bretanya

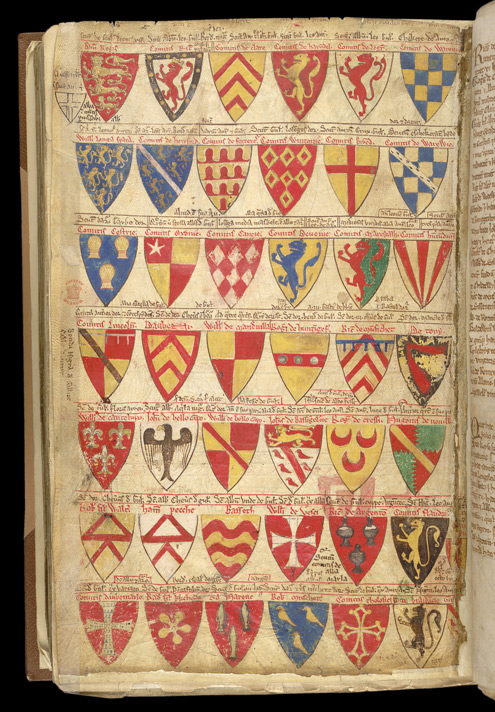
Pàgina del Liber additamentorum de Mateu de París

- Glover's Roll (Londres, British Library, Add MS 29796), rotllo d'armes anglès dels anys 1240 o 1250, conté cinquanta-cinc escuts d'armes.[5]
- Liber additamentorum de Mateu de París, conjunt d'il·lustracions marginals que acompanyen els manuscrits il·luminats d'aquest cronista: Chronica maiora i Historia Anglorum (no es tracta pròpiament d'un rotllo); els manuscrits daten d'entre 1244 i 1259, de l'època del regnat d'Enric III, i contenen dibuixos d'escuts amb anotacions llatines.[6]
- Walford's Roll (Londres, British Library, Harley MS 6589, f. 12,12b), rotllo anglès de c. 1275, conté 185 escuts amb blasons.
- Camden Roll (Londres, British Library, Cotton Roll, 8), rotllo anglès de c. 1280, conté 270 escuts pintats, 185 dels quals amb blasons.
- Dering Roll (Londres, British Library), rotllo de finals del segle xiii, conté 324 escuts pintats sobre pergamí (210 mm d'ample × 2640 mm de llarg).[7]
- Heralds' Roll (Cambridge, FitzWilliam Museum, MS. 297, còpia del segle xv), rotllo de c. 1280, conté 697 escuts pintats.[8]
- St George's Roll (Londres, College of Arms, MS Vincent 164, f. 1–21b), rotllo anglès de c. 1285, conté 677 escuts pintats.
- Charles' Roll (Londres, Society of Antiquaries, MS517, còpia del segle xv), rotllo anglès de c. 1285, conté 486 escuts pintats. J.R. Planché dona el nom de Charles' Roll a una còpia del Walford's Roll amb 700 escuts dibuixats a ploma i tinta feta per Nicholas Charles (m. 1613) el 1607; segons Nicholas Charles l'original li hauria estat cedit pel rei d'armes de Norroy.[5]
- Lord Marshal's Roll (Londres, Society of Antiquaries, MS 664, vol.1, f. 19–25), rotllo anglès de 1295, conté 565 escuts pintats.
- Collins' Roll (Oxford, Queen's College, MS 158, p. 366–402, còpia de c. 1640, actualment a Londres, College of Arms), rotllo de 1296, conté 598 escuts pintats.
- Falkirk Roll, rotllo ocasional anglès de c. 1298, conté 115 escuts amb blasons; enumera els cavallers que van participar amb el rei Eduard I a la batalla de Falkirk el 1298; n'existeixen diverses còpies; la còpia de la British Library (Harley MS 6589, f.9–9b) es trobava antigament a la Cambra del Tresor de París el 1576.[5]
- Galloway Roll (Londres, College of Arms, MS M.14, f. 168–75, còpia de Sir Thomas Wriothesley, Garter King of Arms, m. 1534), rotllo anglès de 1300, conté 259 escuts amb blasons.
- Rotllo de Caerlaverock o Poema de Caerlaverock (Londres, British Library, Cotton MS Caligula A XVIII, f. 23b–30b, còpia gairebé coetània en vitel·la), rotllo de 1300, conté 110 blasons poètics sense imatges. N'existeixen dues còpies més, fetes per Glover a partir d'una font original diferent ara perduda, una al College of Arms de Londres, l'altra a l'Oficina del Rei d'Armes de l'Ulster, a Dublín. L'original va ser fet l'any 1300 per heralds anglesos durant el setge d'Eduard I al castell de Caerlaverock, a Escòcia.[9]
- Stirling Roll (Londres, College of Arms, MS M.14, f. 269–272, còpia de Sir Thomas Wriothesley, Rei d'Armes de la Lligacama, m. 1534), rotllo anglès de 1304, conté 102 escuts.
- Stepney Roll, rotllo ocasional anglès que enumera els cavallers presents al Torneig de Stepney l'any 1308.[10]
- Great Roll, Parliamentary Roll o Banneret's Roll (Londres, British Library, Cotton MS Caligula A, XVIII), rotllo anglès de c. 1312, 19 folis de vitel·la (de 6" × 8,25"), amb noms i blasons de 1.110 nobles, bisbes, cavallers i senyors.[11]
- Dunstable Roll, armorial ocasional anglès que enumera els cavallers presents al Torneig de Dunstable l'any 1334.[12]
- Calais Roll, rotllo anglès de 1346 o 1347, conté 116 escuts amb tinta marró, amb indicació de les tintures. El rotllo probablement es va fer a finals del segle xvi a partir de les transcripcions dels comptes conservats per Walter Wetewang, tresorer reial entre 1346 i 1347, on es recollien els salaris pagats als participants al setge de Calais. Tot i existir-ne uns vint manuscrits del segle xvi, el rotllo va ser classificat com a espuri per Wagner,[11] però com «un dels pilars documentals dels estudis militars del segle XIV» per Ayton.[13][14]
- Powell's Roll (Oxford, Bodleian Library, MS. Ashmole 804), rotllo anglès d'entre 1345 i 1351.[15]
- Salisbury Roll, rotllo anglès conservat en dues versions similars, el rotllo original, de c. 1463,[16] conservat a la col·lecció del duc de Buccleuch, descendent de la família Montagu, i la «còpia A», feta cap al 1483–1485,[17] conservat a la col·lecció de la British Library (Add MS 45133); conté escuts de la família Montagu, comtes de Salisbury. La «còpia A» era antigament a la col·lecció de Sir Thomas Wriothesley, Reis d'Armes de la Lligacama de 1505 a 1534 i més tard va ser propietat de William Smith, rector de Melsonby (m. 1735).[18] Els dos exemplars es troben ara a la British Library de Londres.

#### França
- Rôle d'armes Bigot (París, Bibliothèque nationale, Fonds français no. 18648, f. 32–39), rotllo francès de 1254, conté 300 escuts.
- Armorial Wijnbergen, rotlle francès en dues parts, la primera de c. 1265–1270, la segona de c. 1270–1285, conté 1.312 escuts pintats. Durant molt temps es va conservar a la Royal Dutch Association of Genealogy & Heraldry, però va ser retornat i actualment se'n desconeixen els propietaris.
- Rôle d'armes Chifflet-Prinet (Besançon, Bibliothèque Municipale, Collection Chifflet, MS 186, p. 145–154), rotllo francès de c. 1285–1298, conté 147 escuts amb blasons.
- Armorial du Hérault Vermandois (París, Bibliothèque nationale, MS. français 2249, còpia del segle xv), rotllo francès de c. 1285–1300, conté 1.076 blasons.
- Armorial Le Breton, rotllo de c. 1292, conté 580 escuts (230 dels quals no són identificats), amb 144 escuts afegits al segle xv, i altres 15 afegits c. 1530.
- Armorial Bellenville (París, Bibliothèque nationale, Fr. 5230), armorial de Claes Heinen (1386), conté 1.738 escuts d'armes.
- Grand Armorial équestre de la Toison d'or, armorial dels membres de l'Orde del Toisó d'Or, realitzat entre 1429 i 1461, encarregat per un herald del Ducat de Borgonya.

#### Sacre imperi Romanogermànic
Les col·leccions més antigues d'escuts d'armes no es conserven en forma manuscrita, sinó en forma de frisos heràldics, pintats a parets o bigues de fusta, derivats de la pràctica anterior de penjar els escuts heràldics dels convidats a les parets en ocasions festives. Entre els frisos més antics conservats destaca el de la basílica de Valère, al Valais, datat l'any 1224.
- Clipearius Teutonicorum, de Conrad de Mure, d'entre 1260 i 1264, la més antiga col·lecció de blasons, amb descripcions llatines dels escuts, del Sacre Imperi Romanogermànic.[19]
- Armorial de Torí , de 1312), 119 escuts dels assistents a la coronació d'Enric VII.
- Codex Manesse, tot i que tècnicament no és un armorial, els escuts que acompanyen els retrats dels cantants són una font important per a l'heràldica de principis del segle xiv.
- Armorial de Zuric, de 1340, fet presumiblement al que ara és l'est de Suïssa (a prop de l'actual cantó de Sankt Gallen), ara es conserva al Museu Nacional Suís de Zuric.
- Armorial de Gelre, rotllo d'armes holandès de c. 1370–1414, conté uns 1.700 escuts d'armes; es conserva a la Biblioteca Reial de Bèlgica; va ser compilat per Claes Heinenzoon.
- Armorial de Beyeren, manuscrit holandès amb 1.096 escuts d'armes, acabats entre 1402 i 1405, descrits en neerlandès mitjà; actualment a la Biblioteca Nacional dels Països Baixos; va ser compilat per Claes Heinenzoon, compilador de l'Armorial de Gelre.
- Wappenbüchlein EE Zunft zu Pfisten a Luzern, de 1408, 5 folis amb 59 escuts gremials de Lucerna.
- Hyghalmen Roll, rotllo d'armes alemany d'entre 1447 i 1455, fet a Colònia; conservat al College of Arms de Londres.
- Armorial de Hans Ingeram , de 1459, 280 pàgines amb prop de 1.100 escuts.
- Wappenbuch der österreichischen Herzöge, d'entre 1445 i 1457, 50 folis amb uns 170 escuts.
- Wernigerode Armorial, rotllo d'armes bavarès d'entre 1486 i 1492, conté 524 pàgines, 477 de les quals estan il·lustrades amb entre un i trenta escuts d'armes (la majoria de les pàgines tenen quatre escuts cadascuna).
- Stemmario Trivulziano, rotllo milanès de la segona meitat del segle xv, conté aproximadament 2.000 escuts; conservat a la Biblioteca Trivulziana, a Milà. Atribuït a Gian Antonio da Tradate, estava en poder de Gian Giacomo Trivulzio, que va servir com a condottiero milanès entre 1465 i 1483. Blasona les armes ducals, així com les d'algunes famílies vinculades com els Brandolini, Savelli, Colonna, Orsini, Scaligeri, Este i Gonzaga. També s'inclouen les armes dels comerciants-banquers alemanys Fugger.
- Scheiblersches Wappenbuch, de c. 1450–1480, amb 624 escuts.
- Armorial de Conrad Grünenberg, de Constança, de 1483, amb uns 2.000 escuts.
- Armorial de Sankt Gallen, de 1466–1470, 338 pàgines amb uns 200 escuts.
- Armorial d'Eichstätt, de 1474–1478, 351 pàgines amb uns 2.000 escuts d'armes.
- Armorial palatí, de c. 1460, 200 folis amb 1.080 escuts.
- Heroldsbuch des Jülicher Hubertus-Ordens, de 1480, 130 folis amb uns 1.000 escuts.
- Armorial de Leipzig, de c. 1450, 96 folis amb 602 escuts.
- Armorial de Miltenberg, de finals del segle xv, 85 folis amb c. 1.700 escuts.
- Armorial de Berlín, de c. 1470, 254 pàgines amb c. 900 escuts.
- Armorial d'Innsbruck, de c. 1460, 157 folis amb 408 escuts.
- Armorial de Gerold Edlibach de Zuric, de la dècada de 1490.

#### Espanya
- Libro del conosçimiento de todos los rregnos, de c. 1385. Va més enllà de l'àmbit d'un mer armorial, ja que de fet és un diari de viatge fictici, que descriu la geografia del món conegut, identificant totes les terres, reis, senyors i els seus dispositius armorials. El propòsit principal del llibre segueix sent el d'un armorial, però modelat en el gènere del diari de viatge popularitzat per Marco Polo i John Mandeville.
- Armorial de la Cofradía de Santiago, armorial dels cavallers de l'orde de Sant Jaume de l'Espasa, actualitzat contínuament des de la fundació de l'orde el 1338 fins al segle xviii.

#### Portugal
- Livro pintado e dourado do Rroll dos Sygnaes e pendons dos cavalleyros portugueses que forom na Batalha do Çelado, del segle xiv, que es conservava a la biblioteca de Manuel de Castelo Branco, segón comte de Vila Nova de Portimão.[20]
- Livro do Guarda-ropa de El-Rei D. Manuel, del segle xv, del qual només se'n conserva una còpia posterior.[20]

#### Polònia
- Insignia seu clenodia Regis et Regni Poloniae (1454–1480), també coneguda com Joies Długosz, per ser escrita per l'historiador medieval Jan Długosz; l'original s'ha perdut, però es conserven set còpies manuscrites de finals del segle xv.[21]

### Edat Moderna
- Livro do Armeiro-Mor, armorial oficial portuguès de 1509, compilat per João do Cró, rei d'armes de Portugal. Inclou gairebé 400 escuts d'armes reals i imaginaris, inclosos els dels Nou Dignes, dels estats d'Europa, Àfrica i Àsia, dels electors del Sacre Imperi Romanogermànic, dels pars de França, dels membres de la família reial portuguesa i de les altres famílies nobles de Portugal.
- Livro da Nobreza a Perfeiçam das Armas, armorial oficial portuguès de c. 1521–1541, compilat per António Godinho, secretari del rei Joan III de Portugal. Segueix el model del Livro do Armeiro-Mor, essent la seva actualització, però ometent els capítols sobre els Nou Dignes, els electors de l'emperador i els pars de França.
- Wappenbüchlein, de Virgil Solis (1555), escuts de la noblesa del Sacre Imperi Romanogermànic.
- Fojnica Armorial rotllo d'armes balcànic del segle xvi o del segle xvii, conté 139 escuts d'armes.
- Korenić-Neorić Armorial, de 1595, però còpia d'un armorial una mica més antic, de c. 1590, Ohmućević Armorial. És un armorial il·lirianista dels Balcans; l'Armorial II de Belgrad n'és una còpia de principis del segle xvii.
- Siebmachers Wappenbuch, rotllo general d'armes del Sacre Imperi Romanogermànic, compilat per Johann Siebmacher cap al 1605.
- Thesouro da Nobreza, rotlle general portuguès, compilat per Francisco Coelho, rei d'armes de l'Índia, el 1675. Inclou les armes reals i imaginàries de les dotze tribus d'Israel, dels Nou Dignes, dels emperadors romanogermànics, dels pars de França, dels electors de l'Imperi, de la cavalleria i dels ordes regulars de Portugal, d'algunes ciutats del dominis d'ultramar de Portugal, de les ciutats i principals pobles de Portugal, dels reis i reines de Portugal, dels ducs i marquesos de Portugal, dels comtes de Portugal i de les famílies nobles portugueses.
- Armorial général de France, encarregat per Lluís XIV de França, obra de Charles René d'Hozier (1696), amb 125.807 escuts.
- Tractat d'Armoria, dels segle xvi al segle xvii, inacabat, obra de Jaume Ramon Vila, prevere de la catedral de Barcelona i heraldista. Quatre llibres amb escuts catalans, però també digressions històriques, per exemple relacionades amb el descobriment d'Amèrica, amb alguna informació diferent del corpus històric actual.
- Stemmatografia, llibre que conté diversos escuts d'Il·líria, amb les seves descripcions en vers, fetes per Pavao Ritter Vitezović, 1701.
- 1756. Rasgo héroico declaracion de las empressas, armas y blasones ... de España.[22]

### Edat contemporània
- 1858. Tratado completo de la ciencia del blason. Modest Costa i Turell.[23]
- Burke's General Armory, armorial general d'Anglaterra, Escòcia, Irlanda i Gal·les, que inclou un registre de escuts d'armes des de l'antiguitat fins a l'actualitat, de Sir Bernard Burke, Rei d'Armes de l'Ulster, publicat a Londres el 1884. Aquest armorial inclou una llista de tots els escuts d'armes coneguts mai utilitzats a les illes Britàniques.
- J. Siebmacher's großes Wappenbuch, continuació de Siebmachers moderns Wappenbuch, editat per Otto Titan v. Hefner, Heyer v. Rosenfeld, A.M. Hildebrandt, G. A. Seyler, M. Gritzner et al., 7 volums (1854–1967); vol. 1: escuts nacionals i banderes nacionals, armes episcopals, escuts professionals, armes universitàries; vol. 2–3: noblesa d'Alemanya i Prússia; vol. 4: noblesa d'Àustria-Hongria; vol. 5: escuts familiars burgesos (Alemanya i Suïssa); vol. 6: noblesa extinta del Sacre Imperi Romanogermànic; vol. 7: volum suplementari.
- Armorial Général, de Jean-Baptiste Rietstap, dos volums (1884, 1887), amb més de 100.000 escuts amb abast paneuropeu.
- Roll of Arms, del Comitè d'Heràldica de la Societat Històrica Genealògica de Nova Anglaterra, 1914.
- Малороссїйскїй гербовникъ, de 1914, armorial de la Petita Rússia: escuts familiars d'Ucraïna dins l'Imperi Rus.
- Nouvel armorial belge, ancien et moderne, précédé de l'art héraldique et ses diverses applications, de Georges Dansaert, publicat a Brussel·les per edicions J. Moorthamers, 1949.
- International Register of Arms, abans Burke's Peerage & Gentry International Register of Arms, llistat internacional d'armes a Internet, publicat periòdicament en forma de llibre (fins ara 3 volums).
- Armorial héraldique vivante , de l'Oficina genealògica i heràldica de Bèlgica, publicat per Le Parchemin, 2003.
- Armoiries de personnes physiques et d'association familiale en communauté française, de Jean-Paul Springael, editat per la direcció del Patrimoine culturel.
- Carnet Mondain, directori de l'alta societat belga o resident a Bèlgica.
- État présent de la noblesse belge, anuari genealògic de la noblesa belga.
- Public Register of Arms, Flags and Badges of Canada, armorial digital d'armes, banderes, divises i altres dispositius heràldics concedits per l'Autoritat heràldica del Canadà.